# Drage (Nordfriesland)
Drage és una ciutat del districte de Nordfriesland, dins l'Amt Nordsee-Treene, a l'estat alemany de Slesvig-Holstein. Es troba a 5 kilòmetres de Friedrichstadt. El 2022 tenia 651 habitants.